# Киппьюр
Киппьюр (англ. Kippure ирл. Cipiúr) — гора в Ирландии (757 м) на границе графств Дублин и Уиклоу. С горы открывается вид на Дублин и Дублинский залив. На склонах берут своё начало реки Лиффи и Доддер.
Киппьюр является популярным местом для любителей активного отдыха и пешего туризма. Здесь же находится ретранслятор телевизионных и радиостанций.